# Distretto di Minamiuonuma
Il distretto di Minamiuonuma (南魚沼郡, Minamiuonuma-gun?) è uno dei distretti della prefettura di Niigata, in Giappone.
Attualmente fa' parte del distretto solo il comune di Yuzawa.